# Qacha's Nek (stad)
Qacha's Nek is de hoofdstad (Engels: district town, ook camp town) van het gelijknamige district in Lesotho. Er wonen ongeveer 27.000 inwoners.  